# Вебер, Иржи
Иржи Вебер (чеш. Jiří Veber; 29 ноября 1968, Прага, Чехословакия) — чехословацкий и чешский хоккеист, защитник. Чемпион мира 1996 года. Тренер.

## Биография
Иржи Вебер начал свою карьеру в клубе «Кладно». С 1985 по 1987 год играл в юниорской команде. В 1987 году дебютировал в чемпионате Чехословакии. Главных успехов в своей карьере он добился, выступая в чешской Экстралиге за «Всетин». В составе «Всетина» Вебер четыре раза подряд выигрывал золотые медали чешского чемпионата. Также он стал чемпионом мира 1996 года в составе чешской сборной.
После окончания игровой карьеры стал тренером. Работал в клубах «Йиндржихув-Градец», «Славия Прага», «Хомутов», «Анян Халла», «Спарта Прага», также тренировал юниорскую сборную Чехии. В настоящее время занимает должность спортивного менеджера пражской «Славии».

## Достижения
- Чемпион мира 1996
- Бронзовый призёр чемпионата мира 1997 и 1998
- Чемпион Экстралиги 1996—99 (4 раза)
- Бронзовый призёр Экстралиги 1994, чемпионата Финляндии 1995 и Евролиги 1998

## Статистика
- Чемпионат Чехии (Чехословакии) — 445 игр, 139 очков (47+92)
- Чемпионат Финляндии — 64 игры, 10 очков (2+8)
- Чемпионат Германии — 57 игр, 22 очка (4+18)
- Чемпионат России — 45 игр, 8 очков (5+3)
- Чехословацкая вторая лига — 6 игр, 3 очка (0+3)
- Чешская первая лига — 64 игры, 12 очков (2+10)
- Евролига — 8 игр, 3 очка (0+3)
- Сборная Чехии — 69 игр, 4 очка (2+2)
- Всего за карьеру — 758 игр, 201 очко (62+139)